# Johann Nepomuk Hummel
Johann Nepomuk Hummel (ur. 14 listopada 1778 w Bratysławie, zm. 17 października 1837 w Weimarze) – austriacki kompozytor, wolnomularz.
Uczył się u Mozarta, Haydna i Salieriego. Był kapelmistrzem na dworach w Weimarze i Stuttgarcie.

## Muzyka
Muzyka Hummla obrała inny kierunek niż beethovenowska. Patrząc w przyszłość, Hummel wkraczał w nowoczesność przez dzieła takie, jak Sonata fis-moll, op. 81 i Fantazja, op. 18 na fortepian. To przykłady dzieł, w których kompozytor ten zmierzył się z klasycznymi strukturami harmonicznymi i rozwinął formę sonatową. W tych dwóch dziełach pokazał, iż jest nowoczesny i śmiały, mając na względzie to, iż op. 81 było skomponowane pięć lat wcześniej od beethovenowskiej sonaty „Hammerklavier”. Hummelowska wizja muzyki nie była jednak obrazoburcza. Filozofia, na której Hummel bazował, polegała na tym, by „cieszyć się światem przez dawanie radości światu”.
Głównie tworzył dzieła fortepianowe - na tym instrumencie był jednym z największych wirtuozów swych czasów. Napisał pięć koncertów, dziesięć sonat, osiem trio, kwartet i kwintet fortepianowy oraz dwa septety fortepianowe, a ponadto oktet dęty, sonatę wiolonczelową, sonatę altówkową oraz Potpourri op. 94 na altówkę i orkiestrę, koncert i sonatę mandolinową, koncert na trąbkę Es-dur, cztery utwory fortepianowe na cztery ręce, 22 opery, msze oraz wiele innych dzieł.